# De Muzikale Fruitmand
De Muzikale Fruitmand is een radioprogramma van de Evangelische Omroep, gepresenteerd door Petra de Joode met geestelijke liederen en meditatieve momenten.

## Ontstaan
Het programma en de naam werden bedacht door Arie Pronk. Het programma begon begin 1971 op Hilversum 3 en werd aanvankelijk uitgezonden op donderdagochtend van 9.00 tot 10.00 uur. Het werd toen gepresenteerd door Bep van Rij en Hans Le Poole. Na een jaar werd het programma verplaatst naar de vrijdagochtend.  
In april 1979 werd de zenderkleuring ingevoerd, maar het programma bleef tot eind november 1985 op Hilversum 3. Het werd vervolgens verplaatst naar Radio 5. Na bijna achttien jaar presentatie werd van Rij in november 1988 op non-actief gesteld. Nadat ze een kort geding had aangespannen trok ze dit uiteindelijk in nadat ze met de EO een financiële regeling had bereikt. Op 30 maart 2015 presenteerde haar opvolgster Heleen van Dijk voor het laatst De Muzikale Fruitmand. Op 1 april 2015 ging ze met pensioen. Van Dijk presenteerde het programma vijfentwintig jaar.
Sinds het vertrek van Van Dijk wordt De Muzikale Fruitmand op NPO Radio 5 op zondagavond uitgezonden en gepresenteerd door Tjitske Volkerink. 
In mei 2021 vierde De Muzikale Fruitmand het 50-jarig jubileum uitgebreid.
Op zondag 12 juni 2022 nam Tjitkse Volkerink na 7 jaar afscheid. NPO Radio 5 presentatrice Gerja Wolf nam toen het stokje over en vanaf 2024 is de presentatrice Petra de Joode.
Vanaf september 2022 zullen afgewisseld Elsbeth Gruteke-Vissia, Jurjen ten Brinke en Tirza van der Graaf in het programma aanschuiven.

## Inhoud
In het programma kunnen luisteraars een geestelijk lied aanvragen voor een familielid of vriend of vriendin; hier zijn verder geen voorwaarden meer aan verbonden. Oorspronkelijk waren de voorwaarden om een lied voor iemand aan te vragen dat de persoon ziek of gehandicapt moest zijn, ouder dan tachtig jaar werd of meer dan vijftig jaar was getrouwd. Een ander vast onderdeel van het programma is de rubriek Ik zou wel eens willen weten, waarin vragen op pastoraal gebied worden besproken. Daarnaast is er lange tijd een meditatie geweest van ds. Arie van der Veer in De Bijbel Open en sinds april 2020 de rubriek 'Niet Alleen', waarin aandacht voor elkaar centraal staat. Sinds 2021 is deze rubriek gestopt. Deze rubriek kwam in plaats van het radiomonument Ik Mis Je (tevens een tv-programma van de EO) voor een overleden geliefde.

## Trivia
- In 1982 kwam het programma in het nieuws omdat EO-oprichter en dominee Sjouke Wijnsma werd ontslagen omdat hij een verzoekplaat voor koningin Juliana niet draaide. Hij voelde zich 'als een hond op straat gezet'.[6]